# Labbra rosse
Labbra rosse è un film del 1960 diretto da Giuseppe Bennati.

## Trama
Roma. L'avvocato Martini scopre che la figlia sedicenne Baby non è andata in treno a Rapallo come aveva raccontato alla famiglia. Si mette quindi ad indagare, ma senza avvisare sua moglie per non preoccuparla. Martini avvicina Irene, amica e compagna di scuola di Baby, che non gli è di grande aiuto; l'uomo sospetta però che Irene sappia più di quello che racconta, ed inizia a frequentare il suo giro per scoprire qualcosa in più. Mentre il rapporto tra il maturo avvocato e la giovane studentessa diventa via via più intenso, Martini scopre che sua figlia Baby ha appena troncato una relazione con un certo Giorgio Carrei, un architetto quarantenne e già sposato.